# Gonna Make You Sweat
Pour le single, voir Gonna Make You Sweat (Everybody Dance Now).
Gonna Make You Sweat est le premier album studio du groupe C+C Music Factory. Il est sorti le 18 décembre 1990.